# Llista d'alcaldes de Sant Feliu d'Avall
Llista d'alcaldes de Sant Feliu d'Avall, municipi del Rosselló.

## Alcaldes
- 1819-1823 Joseph Nicolau
- 1824 Gaudérique Jaume
- 1824-1830 Joseph Nicolau
- 1830-1833 Michel Barnades
- 1834-1835 Jérôme Sestach
- 1836-1846 Gabriel Bonafos
- 1852-1865 Jean Bassou
- 1865-1869 Sébastien Gauze
- 1869-1870 Vincent Soubielle (interí)
- 1870 Jean Camo
- 1870-1876 Sébastien Gauze
- 1876-1882 Vicent Dabadie
- 1882-1884 Justin Malafosse
- 1884-1896 Désiré Bonafos
- 1896 Vincent Dabadie
- 1896-1904 Jean Bobo
- 1904-1912 Vincent Borreil
- 1912-1915 Guillaume Ribou
- 1915-1917 Gaudérique Garrigou (interí)
- 1917-1935 Guillaume Ribou
- 1935-1937 Jean Llobet Solere
- 1937-1944 Julien Jaume
- 1944-1945 Raymond Selve
- 1945-1947 Etienne Escande
- 1947-1959 Jean Forcade
- 1959-1962 Paul Poudade
- 1962-1965 Aimé Farines (interí)
- 1965-1983 Louis Clerc
- 1983-2001 Francis Boot
- 2001-2011 Henri Dufour
- 2011 - Amie Bertran